# Спенсер (Айдахо)
Спенсер (англ. Spencer) — окружний центр округу Кларк, штат Айдахо, США. Згідно з переписом 2010 року населення становило 37 осіб, що на 1 особу менше, ніж 2000 року.

## Географія
Спенсер розташований за координатами 44°21′39″ пн. ш. 112°11′13″ зх. д. / 44.36083° пн. ш. 112.18694° зх. д. (44.360772, -112.186837).  За даними Бюро перепису населення США в 2010 році місто мало площу 2,90 км², уся площа — суходіл.

## Демографія

### Перепис 2010 року
За даними перепису 2010 року, у місті проживало 37 осіб у 18 домогосподарствах у складі 11 родин. Густота населення становила 12,7 ос./км². Було 50 помешкань, середня густота яких становила 17,2/км². Расовий склад міста: 100,0 % білих.
Із 18 домогосподарств 22,2 % мали дітей віком до 18 років, які жили з батьками; 55,6 % були подружжями, які жили разом; 5,6 % мали господаря без дружини і 38,9 % не були родинами. 38,9 % домогосподарств складалися з однієї особи, в тому числі 16,7 % віком 65 і більше років. У середньому на домогосподарство припадало 2,06 мешканця, а середній розмір родини становив 2,73 особи.
Середній вік жителів міста становив 54,3 року. Із них 21,6 % були віком до 18 років; 0 % — від 18 до 24; 8,1 % від 25 до 44; 40,5 % від 45 до 64 і 29,7 % — 65 років або старші. Статевий склад населення: 62,2 % — чоловіки і 37,8 % — жінки.
Середній дохід на одне домашнє господарство  становив 20 379 доларів США (медіана — 17 188), а середній дохід на одну сім'ю — N доларів (медіана — -). За межею бідності перебувало 0,0 % осіб, у тому числі 0,0 % дітей у віці до 18 років та 0,0 % осіб у віці 65 років та старших.
Цивільне працевлаштоване населення становило 7 осіб. Основні галузі зайнятості: роздрібна торгівля — 42,9 %, виробництво — 28,6 %, освіта, охорона здоров'я та соціальна допомога — 14,3 %, сільське господарство, лісництво, риболовля — 14,3 %.

### Перепис 2000 року
За даними перепису 2000 року, в місті проживало 38 осіб у 17 домогосподарствах у складі 12 родин. Густота населення становила 13,0 ос./км². Було 38 помешкань, середня густота яких становила 13,0/км². Расовий склад міста: 94,74 % білих, 2,63 % індіанців, 2,63 % інших рас. Іспанці та латиноамериканці незалежно від раси становили 7,89 % населення.
Із 17 домогосподарств 11,8 % мали дітей віком до 18 років, які жили з батьками; 70,6 % були подружжями, які жили разом, і 29,4 % не були родинами. 17,6 % домогосподарств складалися з однієї особи, в тому числі 5,9 % віком 65 і більше років. У середньому на домогосподарство припадало 2,24 мешканця, а середній розмір родини становив 2,50 особи.
Віковий склад населення: 15,8 % віком до 18 років, 23,7 % від 25 до 44, 39,5 % від 45 до 64 і 21,1 % років і старші. Середній вік жителів — 55 року. Статевий склад населення: 50,0 % — чоловіки і 50,0 % — жінки.
Середній дохід домогосподарств у місті становив $21 875, родин — $21 250. Середній дохід чоловіків становив $11 250 проти $6 250 у жінок. Дохід на душу населення в місті був $11 711. There were 40,0 % родин і 56,8 % населення перебували за межею бідності, включаючи 100,0 % віком до 18 років і жодного від 65 і старших.